# Ryan Gomes
Ryan Gomes (1 de setembre de 1982, Waterbury, Connecticut, Estats Units) és un jugador de bàsquet professional de l'NBA.
Va ser escollit pels Celtics en la posició 50 del draft de 2005, procedent de Providence.